# Adriaan Ploos van Amstel
Adriaan Ploos van Amstel, né le 13 février 1749 à Amsterdam et mort le 7 juillet 1816 à Bruxelles, est un homme politique néerlandais.

## Biographie
Après des études à l'université de Leyde et à celle de Louvain, Ploos van Amstel s'établit comme avocat à Amsterdam, où son père tient une droguerie. En 1795, il devient contrôleur des digues de l'Amstelland et de Diemen et bailli de l'Amstelland, Waveren, Botshol et Ruige Wilnis. 
Le 27 janvier 1796, il est élu député d'Amstelveen à la première Assemblée nationale batave. Il est réélu le 2 août 1797 et préside l'assemblée du 18 septembre au 2 octobre. Unitariste, il participe activement au coup d'État du 22 janvier 1798, devenant le secrétaire de l'assemblée devenue constitutante. Le 12 juin, un nouveau coup d'État renverse les unitaristes et Ploos van Amstel est arrêté et emprisonné pendant un mois à la Huis ten Bosch. 
Le 30 juillet 1799, il est réélu au Corps législatif, où il siège jusqu'au 17 octobre 1801, date de la mise en place de la Régence d'État.
Il prend sa retraite de contrôleur des digues et bailli en 1810 et s'installe à Bruxelles, où il meurt en 1816.